# Edwin Thomas Dolby
Pour les articles homonymes, voir Dolby (homonymie).
Edwin Thomas Dolby, né le 31 mars 1824 et mort en 1902, est un peintre et graveur britannique.

## Biographie
Il travaille à Londres et est spécialisé dans les vues d'églises.
Edwin Thomas Dolby se marie avec Anastasia Marie Dolan le 11 mai 1850 à Camden. Il expose à la Royal Academy of Arts et publie ses lithographies. En 1856, il dépose un brevet pour faciliter l'impression lithographique de plusieurs couleurs en n'utilisant qu'une seule pierre.

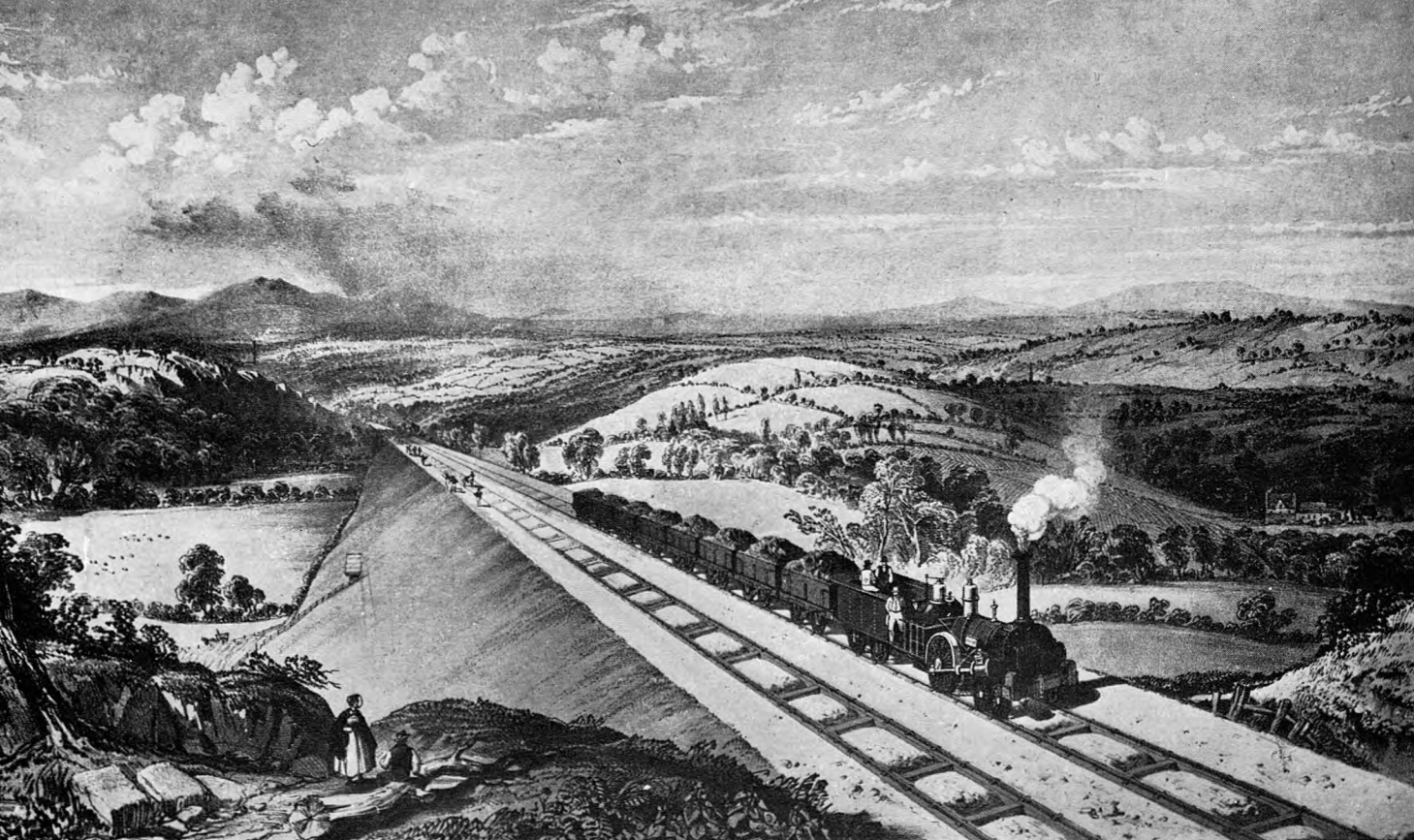
Lickey Bank, vers 1845.